# Kecamatan Kuta Blang
Kecamatan Kuta Blang (indonesiska: Kuta Blang) är ett distrikt i Indonesien.   Det ligger i provinsen Aceh, i den västra delen av landet, 1 700 km nordväst om huvudstaden Jakarta.